# Красная Горка (Пензенская область)
Красная Горка — село в Колышлейском районе Пензенской области. Административный центр Лачиновского сельсовета.

## География
Село находится на расстоянии 18 километров к югу от районного центра, посёлка Колышлея и в 93 километрах от областного центра — Пензы.

## История
В 1911 г. по приказу министерства земледелия, на площади 120 дес. государственной земли было организовано хозяйство «Волга» с фермами по разведению племенных лошадей и коров, производству семенного зерна.
С 1928 года в составе Сабуровского сельсовета Колышлейском районе Балашовского округа Нижне-Волжского края (с 1939 года — в составе Пензенской области). В 1929 г. решением Саратовского крайисполкома создан совхоз «Пятилетка» с основной отраслью свиноводством (4900 га земли). В это время построены жилые дома, 10 деревянных свинарников, механическая мастерская. В 1930 г. совхоз приобрел 10 колесных тракторов, 2 автомашины, проведено электричество. В 1934-38 гг. совхоз занимал по итогам хозяйственной деятельности первые места по Саратовскому тресту совхозов. В 1939 г. – свиносовхоз «Пятилетка» Наркомата сельского хозяйства РСФСР, Лачиновского сельсовета Телегинского района, земельный фонд 7746 га, 416 рабочих и специалистов, 50 тракторов, 12 комбайнов, 7 грузовых автомашин, 339 голов КРС, 3832 свиньи. В 1955 г. – в составе Лачиновского сельсовета, центральная усадьба того же совхоза «Пятилетка»; в 1959 г. его директором стал Виктор Карпович Дорошенко, председатель Пензенского облисполкома в 1968–1989 гг. К 1980 г. хозяйство имело около 20 тыс. голов свиней, 820 коров, реализовывало 2 тыс. тонн молока, 1745 тонн мяса. Мясо поставлялось в Москву. Были построены свиноводческий комплекс, молочнотоварная ферма, склады. В 1994 г. в совхозе имелось 77 тракторов, 58 грузовых автомашин, 10,5 тыс. свиней, 670 коров. Продуктивность коров возросла до 3190 кг молока на одну корову в год, среднесуточные привесы свиней составили 250-270 г. Ежегодно хозяйство продавало 25–28 тыс. поросят. Построены дом культуры на 320 мест, детский сад на 140 детей, школа на 350 мест. Решением Пензенского облисполкома от 2.11.1990 г. переименован в пос. Пятилетка, а через несколько лет – в Красную Горку. В 1992 г. совхоз преобразован в ассоциацию крестьянских хозяйств. Решением Законодательного собрания Пензенской области от 13.02.1996 г. № 271-14 Центральная усадьба совхоза «Пятилетка» Лачиновского сельсовета переименована в село Красная Горка.

## Население
| 1926  | 1939 | 1959 | 1979  | 1989  | 1996  | 2002  |
| ----- | ---- | ---- | ----- | ----- | ----- | ----- |
| 156   | ↗400 | ↗877 | ↗1229 | ↗1840 | ↗1885 | ↘1656 |
| 2010  |      |      |       |       |       |       |
| ↘1614 |      |      |       |       |       |       |

## Инфраструктура
В селе действует средняя школа, детский сад, дом культуры. Также в селе расположена агрофирма «Красная Горка», ориентированная на выращивание сахарной свеклы, озимой и яровой пшеницы, ячменя, гороха, кукурузы, сои и многолетних трав.